# King Kunta
Singles de Kendrick Lamar
The Blacker the Berry
(2015) Bad Blood
(2015)
King Kunta est une chanson du rappeur Kendrick Lamar sortie en 2015, issue de l'album To Pimp a Butterfly.
Cette chanson fait référence à l'esclave rebelle Kunta Kinte, un personnage de fiction qui s'est battu pour la liberté et l'abolition de l'esclavage. La vidéo est tournée à Compton en Californie et la plupart des figurants du clip sont des amis de Lamar.
La chanson comporte des interpolations et des références à des paroles écrites par Michael Jackson, James Brown, Fred Wesley, John Starks, Ahmad et Johnny Burns, qui sont tous reconnus comme auteurs-compositeurs.

## Classements hebdomadaires
| Classements (2015)                      | Meilleure position |
| --------------------------------------- | ------------------ |
| Australie (ARIA)                        | 32                 |
| Belgique (Flandre Ultratop 50 Singles)  | 15                 |
| Belgique (Wallonie Ultratop 50 Singles) | 2                  |
| Canada (Hot 100)                        | 52                 |
| États-Unis (Hot 100)                    | 58                 |
| France (SNEP)                           | 80                 |
| Nouvelle-Zélande (RMNZ)                 | 24                 |
| Pays-Bas (Nederlandse Top 40)           | 70                 |
| Royaume-Uni (UK Singles Chart)          | 56                 |
| Suède (Sverigetopplistan)               | 90                 |